# Риго, Жак
Жак Риго (фр. Jacques Rigaut; 1898—1929) — французский писатель, поэт-сюрреалист, дадаист.

## Биография
Жак Риго родился в Париже в 1898 году в буржуазной семье. Его отец был руководителем отдела в известном парижском магазине Бон Марше, мать работала там же бухгалтером. В 1915 году Жак поступил в Парижский университет на юридический факультет. Там он познакомился с каким-то писателем, который и выводит его в свет. Среди друзей Риго оказываются молодые, но уже известные писатели и художники — Аполлинер, Луи Арагон, Филипп Супо, Андре Бретон, Пьер Реверди, Пикассо, Амедео Модильяни, Сальвадор Дали, Василий Кандинский, Филиппо Маринетти.
План по созданию общества для самоубийц способствовал знакомству Риго в 1919 году с троими модными молодыми людьми — Жаком Ваше, Пьером Дриё Ла Рошелем и Рене Кревелем, которым, как и ему, требовались деньги. На одной из вечеринок они и решили начать бизнес, и в начале 1923 года Жак Риго, Рене Кревель и Пьер Дрие Ла Рошель создают фирму, задача которой — помогать людям уходить из жизни за их же счёт. Контора была задумана в память о Жаке Ваше, который отравился, так и не дожив до дня её создания. Название было придумано банальное — Генеральное агентство самоубийства. Оно проработало примерно 5 месяцев. Сколько у них было клиентов, кем они были и какой была прибыль агентства, осталось тайной. Лишь в 1970 году были опубликованы «Посмертные бумаги» писателя Р. де Русси де Саля, написанные в 1934 году и рассказывающие о бизнесе Риго.
Бизнес у Риго пошел не так, как ему бы хотелось. Вероятно, потому что он оставался в большей степени денди, чем бизнесменом. Устройством отелей для самоубийц в уединённых местах на красивой природе он заниматься не хотел, это было слишком хлопотно, а без этого развить бизнес было трудно. Риго же хотел легких денег. О своей заветной мечте он говорил неоднократно: «Каждый „Роллс-Ройс“, который я встречаю, продлевает мне жизнь на 15 минут. Вместо того чтобы отдавать честь похоронным машинам, лучше бы люди кланялись „Роллс-Ройсам“». Весной 1923 года агентство пришлось закрыть. Из-за небрежности сотрудников начались неприятности с полицией и бандитами, которые попытались подмять этот бизнес под себя. Риго преследовали те и другие. А также родственники ушедших из жизни, которые в обмен на молчание требовали денег. В 1925 году Риго был вынужден бежать в Америку.
Там его необычная слава быстро обеспечила ему круг общения. Он был принят в светских салонах и величественно покуривал сигары. В 1926 году женился на миллионерше Глэдис Бебер, которая в качестве свадебного подарка преподнесла ему заветный «Роллс-Ройс». Газеты тогда писали: «Риго женился на одной из красивейших женщин Америки и одной из самых богатых, на вдове с двумя детьми. Он получил свой „Роллс-Ройс“ и свои бриллианты. Путь к этому оказался куда проще, чем он думал». Но не прошло и года, как любимая женщина покинула Жака, не оставив ему ни цента. По иронии судьбы он сам превратился в типичного клиента некогда созданного им же агентства. Вернулся в Париж. Пытался, но безуспешно, лечиться в клинике от пристрастия к героину, на который подсел в Америке. 5 ноября 1929 года он совершил самоубийство выстрелом в сердце.